# Giuseppe Morozzo Della Rocca
Giuseppe Morozzo Della Rocca (ur. 12 marca 1758 w Turynie, zm. 22 marca 1842 w Novarze) – włoski kardynał.

## Życiorys
Urodził się 12 marca 1758 roku w Turynie, jako syn Giuseppego Francesca Lodovica Morozzy i Lodovici Cristiny Bertony Balbis di Sambuy. Studiował na Uniwersytecie w Turynie, gdzie uzyskał doktorat z teologii. Następnie został referendarzem Trybunału Obojga Sygnatur i protonotariuszem apostolskim. 14 marca 1802 roku przyjął święcenia kapłańskie. 29 marca 1802 roku został tytularnym arcybiskupem Teb, a sześć dni później przyjął sakrę. W latach 1802–1807 był nuncjuszem w Toskanii. 8 marca 1816 roku został kreowany kardynałem prezbiterem i otrzymał kościół tytularny Santa Maria degli Angeli. Rok później został arcybiskupem ad personam Novary. Zmarł tamże 22 marca 1842 roku.